# NGC 7660
NGC 7660 este o galaxie situată în constelația Pegas. A fost descoperită în 5 septembrie 1828 de către John Herschel.